# Leonardo Pais
Leonardo Javier Pais Corbo (Minas, 7 luglio 1994) è un calciatore uruguaiano, centrocampista del'Albion.

## Carriera

### Club
Nella stagione 2012-2013 fa il suo esordio nella prima divisione uruguayana con il Defensor Sporting, chiudendo la sua prima stagione con 10 presenze. In seguito gioca nella medesima categoria anche con il Liverpool (M) ed i Montevideo Wanderers. Nel 2022 si trasferisce al Cruzeiro, nella seconda divisione brasiliana, campionato che, con una rete in 17 presenze, contribuisce a vincere; fa quindi ritorno ai Montevideo Wanderers, con la cui maglia nel 2023 segna 4 reti in 32 presenze nella prima divisione uruguaiana. Nel 2024 gioca invece nella seconda divisione cilena con il Dep. Copiapó, con cui disputa 13 partite di campionato; nel 2025 torna in patria, all'Albion, in seconda divisione.

### Nazionale
Nel 2011 ha partecipato ai Mondiali Under-17, nei quali ha giocato 7 partite segnando anche una rete. Nel 2013 ha partecipato al Campionato sudamericano di calcio Under-20 2013 con la Nazionale Under-20 di calcio dell'Uruguay classificatasi terza. È nella lista dei convocati anche per i Mondiali Under-20 del giugno dello stesso anno, nei quali gioca in tutte e 7 le partite disputate dalla sua nazionale, senza mai segnare.

## Palmarès

### Club

#### Competizioni nazionali
- Segunda División Profesional de Uruguay: 1

Torque: 2017
- Campionato uruguaiano: 1

Liverpool Montevideo: Intermedio 2019
- Campeonato Brasileiro Série B: 1

Cruzeiro: 2022